# Oriana (Schiff, 1896)
Die Oriana war ein 1896 als Dampfyacht gebautes Schiff, das 1946 zu einem experimentellen Fischereischiff umgebaut wurde. Mit ihr wurden die Grundlagen zum Bau von Heckfängern gelegt.

## Geschichte

### Vorgeschichte
Gebaut wurde das Schiff 1896 bei der Werft Charles Connell & Company in Scotstoun als Dampfyacht Oriana für den Vorstandsvorsitzenden der britischen Reederei Allan Line. Im Ersten Weltkrieg wurde das Fahrzeug von der der Royal Navy gechartert und vom 22. September 1914 bis zum 29. November 1917 auf dem Firth of Clyde von Campbeltown, Rothesay, Ormidale und Gourock aus als Hilfswachschiff eingesetzt. Im Dezember 1915 benannte man das Schiff in Oriana II um. Während des Zweiten Weltkriegs war das Schiff ab 1939 in einer Bootswerft in Holy Loch aufgelegt.

### Einsatz als Fischereischiff
1946 erwarb ein Konsortium das Schiff für 1200 £ und ließ es mit einer Heckaufschleppe und entsprechendem Fanggeschirr zu einem experimentellen Heckfänger umbauen. Danach setzte man das umgebaute Schiff zu ausgedehnten Probefahrten und Versuchen von Ailsa Craig bis zum Mull of Kintyre ein. Durch die erfolgreich verlaufenen Ergebnisse ermutigt, erwarb das Konsortium für 5000 £ den aufgelegten Minensucher HMS Felicity und ließ ihn zum ersten kommerziell eingesetzten Heckfänger Fairfree umbauen.
Schon im Laufe der 1950er Jahre setzte sich der Heckfänger mehr und mehr als Standardbauweise im Fischereischiffbau durch.